# Svetišče Khvaja Abd Alaha
Svetišče Khvaja Abd Alaha, običajno imenovano svetišče v Gazur Gahu (ali samo Gazur Gah) in kompleks svetišč Abdulaha Ansarija, je pogrebni kompleks sufijskega svetnika Khvaja Abdulaha Ansarija. Stoji v vasi Gazur Gah, tri kilometre severovzhodno od Herata v Afganistanu. Program zgodovinskih mest Sklada Aga Khan za kulturo je začel s popravili kompleksa od leta 2005.
Svetišče je leta 1425 v Heratu v Afganistanu postavil arhitekt Kavam al-Din iz Širaza. Pokrovitelj tega spomenika je bil Šah Rukh, vladar dinastije Timuridov. To mesto je naročil kot spominski mavzolej za zavetnika Khvaja Abdulaha Ansarija. Abdulah Ansari je bil hkrati sufijski mistik in zavetnik Herata. Timuridi so vladali po propadu  Mongolskega cesarstva leta 1335. Mongoli so bili srednjeazijska etnografska skupina, zato so na timuridske umetniške sloge vplivale njihove azijske tradicije. Mavzolej je bil zgrajen za počivališče Abd Alaha Ansarija in javnost je želela, da bi bil pokopan poleg njega, ker so častili svetega zavetnika. Vendar navadni ljudje niso bili pokopani tukaj, saj so bili namenjeni samo tistim, ki so imeli elitni status v islamski družbi. Pokopališče je bilo eno najbogatejših na vzhodu Herata, grobnice raznolikega prebivalstva pa so bile okrašene s kamni vseh barv in velikosti. Grobnice so bile zasnovane za prince, derviše, državne uradnike, vojake, pesnike in druge, ki so imeli visok status v družbi. Drevesa se dvigajo nad grobnico Abdulaha Ansarija in severno od nje stoji visok marmornat steber in nagrobnik, postavljen njemu v čast.
Arhitekt Kavam al-Din Širazi je potoval iz svojega rojstnega mesta Širaz v severne dele Irana. Nekatera njegova dela v tem obdobju vključujejo medreso za Šaha Rukha v Heratu, kongregacijsko mošejo za Gavhar Šad v Mašhadu in medreso Ghijathijah v Khargirdu. Do takrat, ko mu je Šah Rukh naročil gradnjo svetišča, je razvil svoj lasten arhitekturni slog, ki je združeval iranske, turanske in njegove lastne slogovne elemente.
V svetišču so pokopane številne ugledne osebe, vključno z afganistanskim vladarjem Dost Mohamed Kanom. Dost Mohamed je umrl 9. junija 1863 kmalu po ponovni osvojitvi Herata.

## Opis
Velik del poudarka kompleksa je namenjen vzhodnemu ivanu, pravokotnemu notranjemu prostoru z eno stranjo brez stene. Fasado sestavljajo trije vhodi iz velikega poligonalnega oboka, pokritega z zapletenimi mozaiki. Kljub veličastnosti ornamentike so stene ivanov grobe. To je verjetno posledica hitre narave gradnje, ki je trajala le približno tri leta, kljub dejstvu, da je sama dekoracija običajno dokončana v enakem času, kar nakazuje, da je Kavam al-Din sam zasnoval okrasje, ki ga je nato izvedla ekipa mozaičarjev.

### Pravo svetišče
Zahodna vhodna fasada predstavlja primarni vhodni portal. Glavni vhodni portal je polkupolast in peterostran. Sredinska stena portala ima vrata, ki vodijo do dihliza ali praga. Dve steni neposredno ob vratnici sta nišni. Tri okna nad vrati in niše prepuščajo svetlobo v drugo nadstropje. Opeka je glazirana turkizno in črno v slogu banai (arhitekturna dekorativna umetnost, v kateri se glazirane ploščice izmenjujejo z navadnimi opekami, da se ustvarijo geometrijski vzorci na površini stene) in položena v vzorcu ševrona. Na pročelju sta ostala dva napisa: enega je napisal kaligraf Muhji b. Mohamed b. Husein iz leta 1014 n. št. in daljši vaqf-namah.
Zunanja fasada se razprostira na severno in južno fasado, ki imata tudi vhodne portale, čeprav so manjši in manj impresivni. Severno obrnjena fasada vodi do mošeje, južna fasada pa vodi do Džamat Kana (kraj zbiranja). Fasado osvetljuje po eno okno v štirih vdolbinah na vsaki strani. Iz spodnjega dela opečnega zidu štrli rob iz belega marmorja. Stene tukaj so živahnih barv. Znova je uporabljen opečni slog banai. Oboki so okrašeni z biskvitnimi ploščicami, mozaično fajanso. Spodnji del stene je oblikovan iz marmornatega mozaika.
Dihliz je videti osmerokoten zaradi naslikanega spodnjega dela, ki skriva spodnji del lokov. Slike dreves segajo od tu do stropa. Vsaka stena ima vrata: severna v mošejo, južna v Džamat Kana in vzhodna zahodna na dvorišče. Vrata, obrnjena proti vzhodu, so koničasta, ostala tri pa so segmentirana, vendar so zaradi timpanona vsa videti pravokotna. Severni, južni in zahodni timpanon so naslikani po kaligrafski in cvetlični shemi. Nad oboki so naslikani prizori Medine, Meke in, presenetljivo, palač, kioskov in pladnjev s hrano.
Mošeja je razdeljena na pet delov z loki. Šest niš se na obeh straneh srednjih treh predelov odpira proti vhodni fasadi na zahodu in dvorišču na vzhodu. Severni in južni del sta v obliki obokov in omogočata pet vstopov med njima. Stopnišče v južnem oboku vodi do ambulatorija. Mavčne muqarnas pokrivajo strop in niše. Spodnji del stene je sestavljen iz rjavih šesterokotnih ploščic in modre in črne mozaične fajanse, ki ga delijo ozke obrobe štirih koničastih zvezd. Mihrab je preprosto vrezan marmorni skrilavec.
Džamaat Kana se od mošeje razlikuje le v nekaj pogledih: manjka mu mihrab in spodnji del s ploščicami.
Drugo nadstropje je sestavljeno iz sobe in dveh galerij, ki vodita do nje s stopnišča mošeje ali Džamaat Kana. Njegova okna gledajo na vhodno pročelje in dvorišče.
Dvorišče na severu in jugu oklepata dve dolgi fasadi. Južna fasada je bolj poškodovana kot preostali del stavbe. Zaradi obsežne obnove je bilo težko napovedati, kako bi izgledal, ko bi bil zgrajen. Vendar je južni ivan podoben severnemu. Kljub poškodbam je preostala južna fasada zelo dobro ohranjena. Zaradi večje velikosti je bil vgrajen razbremenilni lok [povezava do razbremenilnega loka], ki podpira opečni zid. Štiri sobe se ena za drugo raztezajo, da zaključijo fasado.
Severna fasada je podobna južni fasadi. Kljub temu je bilo dodanih pet sob.

### Zarnigar-Kanah in Namakdan
Zarnigar Kanah je dvesto metrov od svetišča. Vhodni portal je obrnjen proti severu in ga pokrivata dve polkupoli. Velik razpon kupole približno deset metrov (9,70 m) prekriva osrednjo dvorano. Na zahodni steni je mihrab z nišo, ostale štiri stene pa imajo vrata. Okno nad vsakimi vrati in mihrabom je uokvirjeno s loki.
Paviljon, znan predvsem kot Namakdan, je dvanajstkoten na zunanji strani in osmerokoten znotraj. Štirje ivani odpirajo zunanjost strukture proti še štirim majhnim osmerokotnim komoram, ki se nadalje odpirajo v osrednji paviljon. Pred kratkim je bil obok razdeljen na prvo in drugo nadstropje.

## Arhitekturne teme
Napisi, ki se ovijajo okoli stavb, se razlikujejo po slogu in jih spremljajo zlati in mozaiki iz lapis lazulija. Ob vstopu v svetišče je naravne svetlobe minimalno. V središču je sarkofag. Sam sarkofag je izdelan iz črnega marmorja, v nasprotju z belim marmorjem, uporabljenim v dekoraciji stavb. Ta črni marmor je bil pridobljen severno od Kandaharja, medtem ko je beli marmor verjetno prišel vzhodno od Herata. Okrasje nagrobnika sestavljajo prepletene vinske trte, ponavljajoči se geometrijski motivi in napisi. Nagrobniki in njihov dekorativni program so v bistvu timuridski.
Muqarnas, opisane tudi kot kapniška kompozicija, so dekorativno orodje, ki se uporablja za ustvarjanje videza krožne arhitekture v kvadratni sobi. Mukarne, najdene v kompleksu, so značilne školjke in sodijo v čas pred Timuridi. Okvirji, uporabljeni za izdelavo muqarnas, so edinstveni: polkupola in dve četrtinski kupoli. To školjki podobno okrasje je mogoče videti le med peščico drugih spomenikov: Bajsunghurjev mavzolej, Khargirdova medresa, mošeja Mavlana in Šah-i Zinda.
Okrog svetišča je viden mozaik iz fajanse na konicah, napisih in obrobah. Vsak del vsebuje medaljon v obliki solze, uokvirjen z obročem cvetnih listov. Jantarna arabeska poteka skozi sredino prstana in je prekrita z drugo, turkizno arabesko. Iz vsakega arabesknega elementa izvirajo majhne pihalke in se zaključijo v palmeto. To zaporedje je običajno v arhitekturi Timuridov in je znano kot »drevo življenja«.
Tehnika banai uporablja videz zidovja za oblikovanje kompleksnih vzorcev v strukturi. Timuridi so v tem primeru za simulacijo opeke uporabili glazirane in bisque ploščice. Svetišče Khvaja Abd Alaha je uporabilo zaključke iz opeke z žeblji. Glazirana ploščica je bila stisnjena s pikčastimi kvadrati in kontrastno barvo v sredini. Ta slog je bil redek in ga je mogoče videti v dveh drugih spomenikih Horasana: medresa Khargird in svetišče Tajabad.